# 丹尼爾·摩根
丹尼爾·摩根（英語：Daniel Morgan，1736年7月6日—1802年7月6日），威爾士裔軍人，美國獨立戰爭時期大陸軍准將。摩根在戰場上以剛毅勇悍見稱，他統率的輕步兵軍團擅於游擊作戰，有「摩根的神槍手」之美譽，深受喬治·華盛頓和霍雷肖·蓋茨兩名美軍統帥器重。
摩根是美國在1777年薩拉托加戰役獲勝的其一重要功臣。他在1781年的考彭斯戰役巧妙地以鉗形攻勢重創伯納斯特·塔爾頓的精銳英軍，更令到美國在南方戰場逆轉劣勢，最終驅使查爾斯·康沃利斯在約克鎮圍城戰役兵敗投降。這場戰事也成為鉗形攻勢的戰術典範。戰後摩根曾率領民兵鎮壓威士忌暴亂，並以聯邦黨身份獲選為維珍尼亞州美國眾議院議員。

## 早年及法國印第安戰爭
摩根在1736年生於新澤西州，並在約莫17歲時（1752－1753年）離家出走。由於摩根極少談及童年往事，就連摩根的後人也不能確定他的家世背景。按照主流的說法，摩根是在亨特敦縣出生，父親是威爾士裔農民。後來摩根因為與父親有所爭執，憤而離家出走，沿著馬車路一直南行，最後在維珍尼亞州腓特烈縣落腳。摩根起初在一間鋸木廠工作，但很快便轉職利潤較高的馬車車伕，為約翰·阿什比（John Ashby）工作。約莫一年之間，摩根便自資擁有一隊車伕團伙，時常往返阿帕拉契山脈及俄亥俄谷地一帶運送貨物。
1754年，維珍尼亞殖民地與新法蘭西因爭奪俄亥俄谷地控制權而爆發衝突，引發法國印第安戰爭及七年戰爭。1755年，北美英軍總司令愛德華·布雷多克少將率領英國陸軍正規軍登陸北美，並在今日馬利蘭州坎伯蘭建造了前線基地坎伯蘭堡，預備清除俄亥俄谷地的法國堡壘。由於英軍急須從沿海殖民地獲取補給，維珍尼亞副總督羅伯特·丁威迪出榜高薪招募隨軍車伕。摩根隨即應徵而往，開始其軍旅生涯。他的綽號「老車伕」（The Old Waggoner）大約在這個時間出現。
摩根在戰爭初期只是隨營人員，並未加入軍隊或民兵。他與一眾車伕因性格豪邁，放蕩不羈，經常在軍營醉酒生事，令到英軍非常頭痛。摩根本人更曾拳打英國軍官，而被軍事法庭判罰鞭笞500下。1755年5月，摩根隨營參與布雷多克遠征，目擊英軍遭到法軍及北美原住民伏擊而潰敗、維珍尼亞民兵總司令喬治·華盛頓上校嘗試整理敗兵、以及受了致命傷的布雷多克下令撤退。摩根隨後協助英軍銷毀物資，並把馬車改為運載傷員。
布雷多克之敗後，維珍尼亞殖民地議會決定在本地徵召「遊騎兵」，仿傚原住民的散兵戰術，方便在山林作戰。事實上當時西部的墾荒邊民非常合適擔當散兵：他們長期居住於阿帕拉契山脈以西，大多刻苦耐勞，熟習森林地理，又時常與原住民交手。此外，西部邊民更擅於使用著名的肯塔基來福槍。這種來福槍主要在中部殖民地生產，其槍管較長，並且劃有膛線，可以準確狙擊200碼（183）至250碼（229）內的目標，射程比起英軍使用的火槍超過一倍。肯塔基來福槍的缺點為裝填速度慢，無法安裝刺刀，不適合常規的線列作戰。
當時摩根的舊老闆阿什比獲議會任命為民兵上尉，而阿什比則即時招募摩根入伍。1755年9月摩根加入阿什比的遊騎兵，守備溫徹斯特外圍，與原住民的侵擾部隊互相攻擊。摩根本人在1756年4月一次衝突中遭到埋伏中槍，並在臉上留有永久傷痕。這些邊疆的作戰經驗塑造了摩根的軍事能力。
1756年10月，華盛頓解散阿什比的遊騎兵，而摩根也隨即離役。他起初四處遊蕩及打獵，後來才重操車伕故業。摩根當時仍經常在腓特烈縣酒後生事毆鬥，多次出入地方法庭，直到1763年與未婚妻同居後才開始安頓。他把自己的車伕團伙租借他人，然後在腓特烈縣租地務農。摩根在1769年至1772年間於溫徹斯特購入255英畝農地，又在1771年獲腓特烈縣任命為民兵上尉，最後在1773年正式結婚。1774年5月，維珍尼亞殖民地總督鄧摩爾勳爵向北美原住民發動戰爭，爭奪更多俄亥俄土地，摩根亦有隨軍參戰。

## 美國獨立戰爭

### 遠征加拿大
1775年4月，麻省發生列星頓和康科德戰役，隨後民兵將北美英軍總司令湯馬士·蓋奇圍困於波士頓，美國獨立戰爭因此爆發。第二屆大陸會議在5月召開後，任命華盛頓為大陸軍總司令，編組正規軍支援麻省，並開始要求各州提供民兵。當時大陸議會對西部邊民的耐力及槍法非常欣賞，相信他們可以狙擊並滋擾英國守軍。6月14日，大陸議會通過決議，為大陸軍招募10個來福槍連隊，由賓夕法尼亞州提供6連、馬利蘭州及維珍尼亞州各提供2連。維珍尼亞州議會商討後，決定在腓特烈縣和伯克利县分別招募1個連隊，而腓特烈縣的議員則一致推舉摩根為連隊的上尉。這項推舉也獲得伯克利縣種植園主、華盛頓的副官長霍雷肖·蓋茨和議。
摩根接受任命後，在腓特烈縣舉辦射擊比賽，精選了96名槍手，然後啟程前往波士頓。他在7月15日離開腓特烈縣，僅僅用了三個星期，便在8月6日抵達麻省劍橋，開始狙擊波士頓的英軍。不過，當時邦克山戰役已經結束，波士頓圍城戰陷入僵局，鮮有戰事發生。這使到欠缺紀律的邊疆士兵開始在軍營四處生事，令到華盛頓和蓋茨極為煩惱。適逢班奈狄克·阿諾德上校提議組織軍隊，穿越今日緬因州的荒野及山地，支援遠征加拿大的大陸軍部隊。阿諾德認為西部的邊疆士兵非常適合這次遠征，而摩根的部下又渴求作戰，兩者一拍即合。9月阿諾德率兵離開劍橋，開始遠征魁北克之旅。他任命摩根為賓夕法尼亞及維珍尼亞散兵的指揮官，充當先頭部隊，為遠征軍開山闢路。阿諾德最終在12月3日與理查德·蒙哥馬利准將的軍隊會合，並在6日開始魁北克圍城戰。
1775年12月31日，蒙哥馬利礙於民兵即將服役期滿，而兵分兩路，強行攻打魁北克市。摩根起初隨同阿諾德，由北方攻入市內。不過阿諾德在搶攻一座英軍街壘時受傷倒地，攻城部隊便交由摩根指揮。雖然摩根奮勇鼓舞士兵作戰，但始終無法扭轉劣勢，再加上魁北克省總督蓋伊·卡爾頓調度得當，攻城戰最終失敗。蒙哥馬利在作戰中遭英軍擊斃、阿諾德與少量敗兵成功逃出城外、摩根的部下則遭到英軍包圍而被迫投降。摩根為免遭到英軍羞辱，只向一名教士交出配劍，然後成為英軍戰俘。

### 新澤西州與薩拉托加戰役

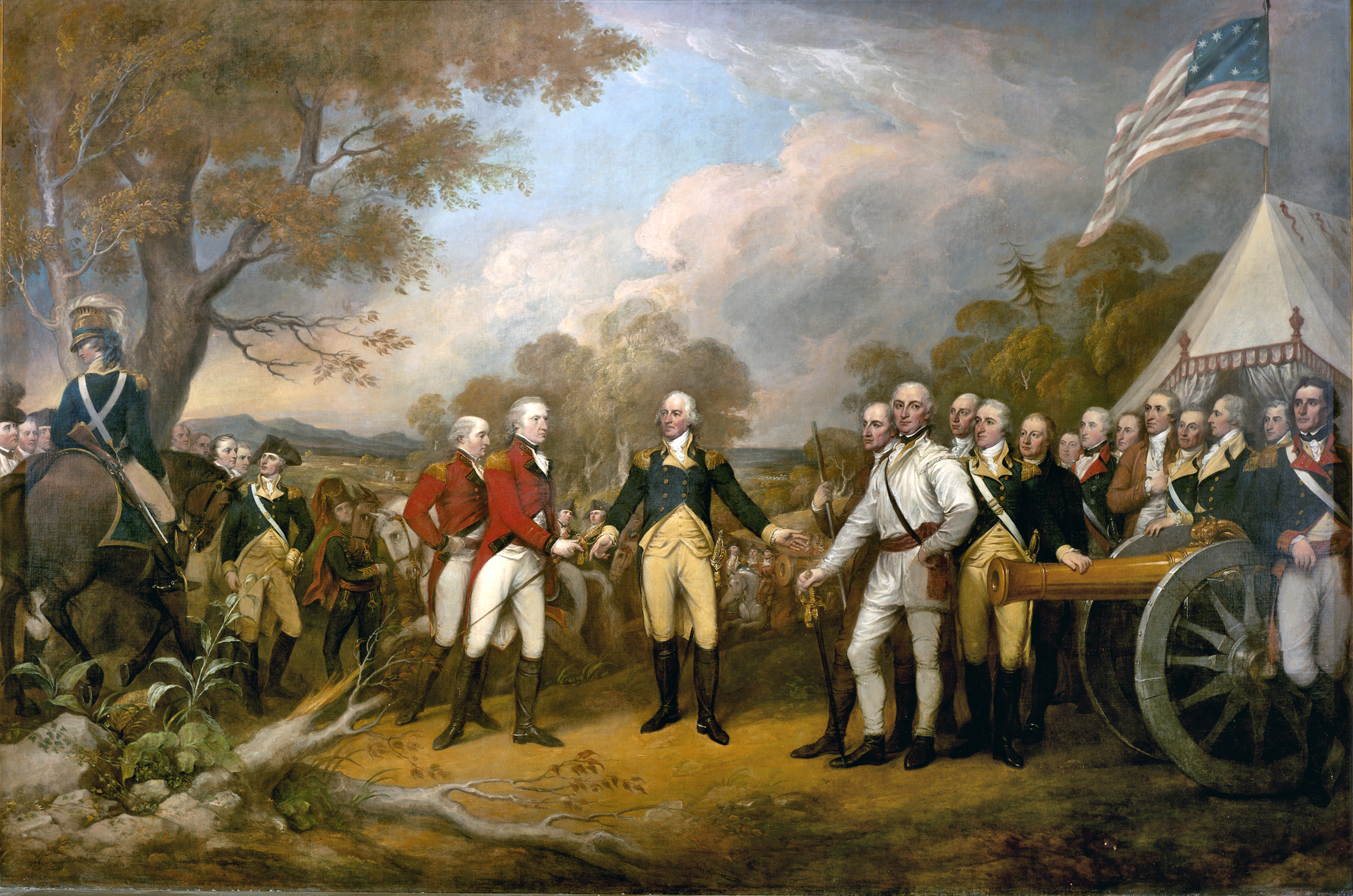
蓋茨（中央）在薩拉托加戰役接受約翰·伯戈因投降，繪於1822年。摩根在畫中站在蓋茨右方，身穿白衣。

摩根等降兵在加拿大囚禁七個月後，在1776年7月獲得卡爾頓有條件保釋，然後乘船途經紐約市和斯塔騰島，於9月24日返抵新澤西州。當時華盛頓和阿諾德已經向議會大力舉薦摩根，但摩根本人卻要等待英美雙方的戰俘交換落實，方能重新服役。結果摩根回到腓特烈縣與家人團聚，並協助維珍尼亞州州長帕特里克·亨利徵召士兵。這使他錯過了特倫頓戰役等重要戰事。
摩根要到1777年1月才獲得戰俘交換，接任第11維珍尼亞步兵軍團指揮官，並陞任上校。他在3月底率領180名槍手抵達新澤西州摩利斯鎮，加入華盛頓的主力部隊。同年4月邦德溪戰役爆發，北美英軍總司令威廉·何奧爵士的大軍恢復行動，嘗試引誘華盛頓前來決戰；但大陸軍的輕步兵卻分散於各州的不同編制，難以有效滋擾英軍。結果華盛頓決定打破常規，新設獨立的輕步兵軍團，並任命摩根為軍團的指揮官。這支部隊大約由500名散兵組成，絕大部分取自西部邊疆的部隊，並可豁免遵守一般的行營規條。
摩根的輕步兵很快便立下名聲。在1777年5月至7月、矮山戰役前後，摩根多次滋擾並狙擊何奧的大軍，令到英軍極為困擾。他的輕步兵也逐漸贏得「摩根的神槍手」的美譽。後來何奧下令撤出新澤西州後，摩根又與約翰·沙利文、彌敦內爾·格連、安東尼·韋恩等人從後追擊，並在不倫瑞克市外激烈駁火。
1777年7月11日，約翰·伯戈因率領英軍攻陷提康德羅加堡的消息傳抵華盛頓的營帳。這顯示伯戈因正向奧爾巴尼進軍，而何奧則很可能乘船北上支援。華盛頓先提議派阿諾德北上紐約州增援，協助蓋茨防守，但蓋茨和議會卻點名要求摩根一同北上，以方便在山嶺和森林作戰。華盛頓本來打算依靠摩根的部隊應付何奧，但他同意北方戰線有急切實際需要，只好將摩根的部隊一併北調。他同時要求蓋茨在收到通知時，必須將摩根即時調回南方。摩根率領451名士兵，在8月30日加入蓋茨麾下，而華盛頓則委任威廉·麥斯威爾重新編組輕步兵軍團。
1777年9月16日，蓋茨率軍在薩拉托加縣靜水鎮的貝米斯高地（Bemis heights）設下要塞，等待伯戈因的英軍來臨。9月19日，伯戈因的部隊抵達薩拉托加，並分成三部南下。蓋茨和阿諾德雖然在戰術部署上有嚴重分歧，但他們都同意派摩根前往滋擾英軍。摩根的部隊不久在自由人農場（Freeman's farm）與英軍交火，繼而引發全面戰事。在摩根、阿諾德以及蓋茨不斷增援下，伯戈因的英軍逐漸寡不敵眾，要到腓特烈·李德塞的黑森僱傭兵及時增援，才成功恢復陣勢。當晚大陸軍撤回貝米斯高地，但英軍卻承受嚴重損傷。10月7日，摩根與以諾·普爾的步兵再次迎擊伯戈因的部隊，引發貝米斯高地之戰。隨著戰況升級，摩根與阿諾德在下午強攻英軍碉堡，終於迫使伯戈因撤退。伯戈因最終在10月14日開始與蓋茨議和，並在17日向大陸軍投降。
伯戈因投降後翌日，摩根即時率兵離開薩拉托加，前往賓夕法尼亞州與華盛頓會合。當時華盛頓在費城戰役中接連受挫，費城亦被何奧佔據。摩根的輕步兵參與了1777年12月初的白沼澤戰役，然後跟隨主力到福治谷過冬。他在1778年初回到維珍尼亞休假，到5月才返回福治谷。其時新任北美英軍總司令亨利·克林頓爵士已經決定撤出費城，由陸路經新澤西州返回紐約。摩根的輕步兵在6月蒙茅斯戰役再次追擊英軍，但戰役卻因查理斯·李的指揮不善，而未能分出勝負。
克林頓回到紐約市後，英美雙方暫未有大規模軍事行動。摩根跟隨華盛頓到白原市駐紮，並且離任輕步兵指揮官。他的輕步兵隨後派往上紐約州與原住民作戰，而整個軍團則在1778年底解散。1779年初，大陸軍預備重編輕步兵部隊，並計劃編組多個軍團，交由一名准將指揮。摩根認為自己是最合適人選，但大陸議會卻沒有把他擢升為准將，而新編的輕步兵部隊又交由安東尼·韋恩准將指揮，令到年資較高的摩根感到受辱。他憤而向華盛頓及大陸會議辭去軍職，然後返回家鄉務農。

### 南方戰場與考彭斯戰役

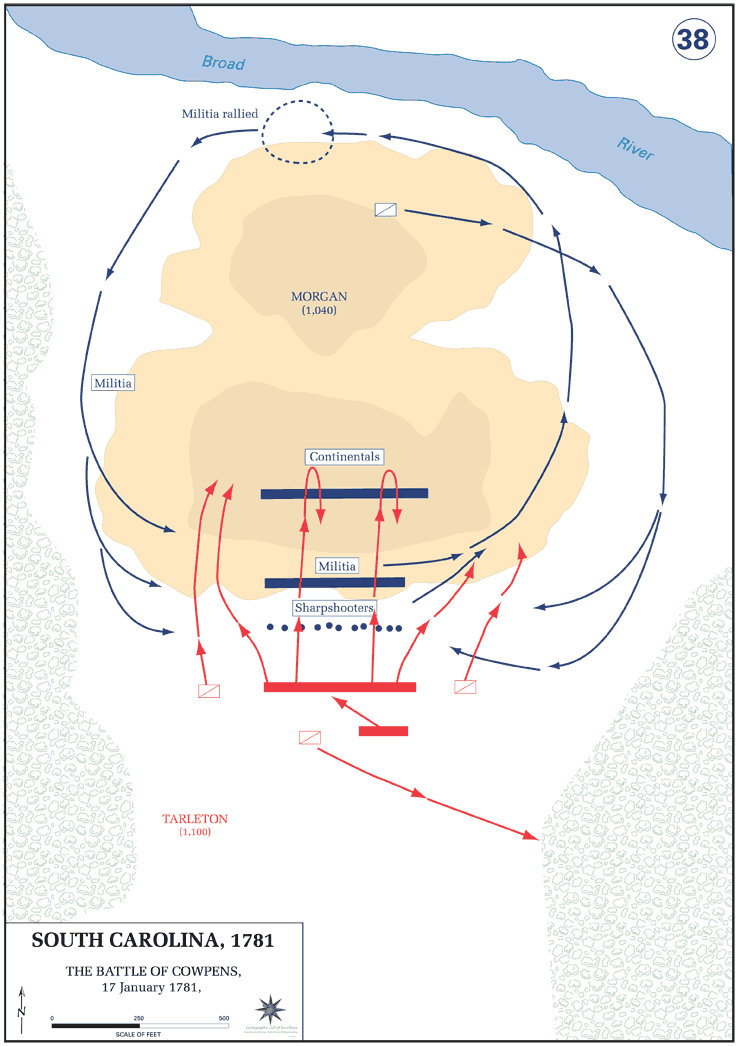
考彭斯戰役的軍隊移動圖。摩根在考彭斯臨機應變，以鉗形攻勢擊潰伯納斯特·塔爾頓的英國精兵，扭轉了美國在南方戰場的局勢。

摩根返鄉後仍然與其他軍官保持聯繫，並與回鄉休假的蓋茨多次會面，但他的腰患卻日漸加劇（摩根自認為患上坐骨神經痛）。1780年，克林頓率領英軍由海路南下，進攻卡羅萊納一帶。他在5月的查爾斯頓圍城戰更迫使本傑明·林肯近5,500人投降，令到大陸軍的南方部隊嚴重受損。大陸議會任命蓋茨接任南方司令，而蓋茨則即時邀請摩根前來助戰，並大力遊說議會擢升摩根為准將。摩根雖然決定出山協助蓋茨，卻礙於腰患而遲遲未能起行。1780年8月，摩根的身體開始好轉，並且預備出發，但蓋茨卻在8月16日的卡姆登戰役遭到查爾斯·康沃利斯大敗，整支南方軍隊幾乎覆滅，而他最終也被免去軍職。
摩根得悉卡姆登戰役的消息後，即時趕往北卡羅萊納州。蓋茨當時重新聚集殘兵，並開始改行游擊戰術。他先派摩根在威廉·史摩活准將麾下指揮輕步兵、再為摩根編組獨立的輕步兵軍團、同時要求議會盡快將摩根擢升為准將。按照當時的慣例，大陸議會只能按各州提供的兵力比例分配准將名額，而維珍尼亞州並未足夠新增一名准將；但在維珍尼亞州州長湯瑪斯·傑佛遜及南卡羅萊納州州長約翰·拉特利奇遊說下，大陸議會終於在10月破例任命摩根為准將。
卡姆登戰役後，康沃利斯一度佔領夏洛特，預備從後入侵北卡羅萊那州，但此舉卻令到他的補給線不斷拉長，而革命派的民兵又轉趨活躍。1780年10月，帕特里克·費格遜的英軍在國王山戰役中遭到民兵大敗，幾乎全軍覆沒，費格遜本人更告陣亡。這場戰事嚴重削弱康沃利斯的輕裝部隊，只剩下伯納斯特·塔爾頓的軍團可供調遣。康沃利斯迫於無奈撤出夏洛特，防範美軍攻擊卡姆登和九十六堡，最終在溫斯伯勒駐紮過冬。蓋茨在11月率軍移師夏洛特市郊，並在南方設置新普洛威頓斯營地（Camp New Providence），打算搜掠過冬糧食。由於新普羅維登斯一帶早已搜掠一空，蓋茨率領主力返回夏洛特，留下史摩活及摩根守備新普洛威頓斯。摩根後來率軍突襲沃克斯華的效忠派據點，但只奪得少量物資。
1780年12月，彌敦內爾·格連接任南方大陸軍總司令。他一改蓋茨的策略，把士兵分成兩部，以機動戰消耗英軍戰力，爭取時間重建南軍。格連委任摩根指揮右翼的機動部隊，混合輕步兵與輕騎兵，前往夏洛特西南的鄉間作戰，並鼓勵革命派民兵加入行動；格連自己則指揮左翼，留守奇羅一帶，以備康沃利斯進攻。摩根的部隊沿途不斷遇上民兵加入，並多次攻擊效忠派的民兵；其中威廉·華盛頓的輕騎兵更一度迫近九十六堡，很快便引起康沃利斯警惕。康沃利斯擔心摩根會乘勢攻打九十六堡，派塔爾頓趕往當地。
摩根在1781年1月得悉塔爾頓正前來攻擊，但他從未打算進攻九十六堡。由於軍隊欠缺補給，摩根已經開始撤退。塔爾頓抵達九十六堡後，旋即向北追擊。由於英軍速度較快，摩根打算在布洛德河東面的山地佈陣迎擊，但他抵達布洛德河西岸時，才發現河道水流過急，無法橫渡，而塔爾頓已經即將抵達。結果摩根臨機應變，冒險將士兵佈置到布洛德河西南、一處名為「考彭斯」（Cowpens，牛圈）的山丘。由於該處並沒有地勢掩護側翼，對大陸軍完全不利，摩根決定一反傳統的防守戰術。他把士兵排開三列：前列由精兵組成，負責狙擊塔爾頓的先鋒；中列由民兵組成，負責火力支援；後列則由約翰·伊格·侯活中校的民兵組成。摩根要求前列士兵在開火後即時撤回中列，而中列士兵在開火兩次後，則向東北撤退充當預備役。他打算製造大陸軍潰退的假像，誘使英軍急於追擊而破壞陣列，再由侯活予以猛烈打擊。華盛頓的輕騎兵則在山丘後方待命，按情況由東面出擊，攔截塔爾頓的龍騎兵。
1781年1月17日，塔爾頓約1,100人的追兵抵達，考彭斯戰役因此爆發。在戰事初段，戰況大致按照摩根的預測發展：英軍在倉促間向大陸軍連番進攻；首兩列士兵雖然出現混亂，但始終按計劃向東北退卻；當塔爾頓的龍騎兵追擊敗兵時，則被華盛頓及狙擊手擊退。不過，當塔爾頓下令步兵進攻侯活的陣列、並同時派迂迴隊攻擊侯活的右翼時，戰局卻有意外發展。在激戰之中，侯活下令右翼士兵轉向迎擊英軍，但民兵卻誤解命令，致使整個陣列都有秩序地向後退卻。摩根立即臨機應變，指示侯活到山丘上重新排列，等待英軍追兵迫近時，才轉身近距射擊。他同時下令後方的預備役迂迴到西面，由侯活的右翼夾擊英軍追兵；至於華盛頓觀察到戰況轉變，也決定等待侯活開火，再由左翼夾攻。結果，當陣列散亂的英軍即將追上「敗軍」之際，他們突然遭到大陸軍由正面及左翼近距猛烈射擊，陷入一片混亂。大陸軍的步兵立即向英軍發動刺刀衝鋒，而華盛頓的騎兵又恰好同時抵達合圍，成一完美的鉗形攻勢。在短短一小時，塔爾頓的步兵全線崩潰投降，而塔爾頓的騎兵也拒絕衝鋒救援，向後潰退。英軍在戰事中約有100人死亡、超過700人被俘，幾乎全軍覆沒，而大陸軍的傷亡人數則相當輕微。
考彭斯戰役後，康沃利斯親自率軍追擊摩根，而摩根則領兵與格連會合。不過摩根的腰患此時又再惡化，而他隨後又患上痔瘡。當大陸軍抵達吉爾福德縣府時，摩根的身體已經無法支撐，只能回鄉休息，但格連仍採納了他的佈陣建議，並應用於1781年3月的吉爾福德縣府戰役。康沃利斯隨後率兵進攻維珍尼亞州。6月摩根恢復健康，並應拉法葉侯爵邀請，在內陸徵召民兵，協助他抵抗康沃利斯。摩根在青泉戰役結束後一日（7月7日）與拉法葉會合，並且在月中與韋恩嘗試追擊塔爾頓的騎兵，但未有成功。7月底摩根的腰患再度復發，又再回到家鄉休養。康沃利斯最終在約克鎮圍城戰役向華盛頓投降。

## 戰後
戰爭結束後，摩根留在腓特烈縣務農經商，並開始投資土地。1794年威士忌暴亂，華盛頓任命亨利·李三世指揮聯邦軍隊前往鎮壓，而李則邀請摩根指揮維珍尼亞州的民兵。美國軍隊最終未有開火而平息叛亂。此後摩根開始對從政有所興趣。他在1795年代表聯邦黨參選維珍尼亞州第一國會選區失敗，但在1797年的選舉獲勝，成為維珍尼亞州的美國眾議員。不過摩根沒有積極參與眾議院的辯論。他贊成約翰·亞當斯的聯邦黨政府推行《客籍法和镇压叛乱法》，並認為民主共和黨在「XYZ事件」後已經聲名掃地。由於健康惡化，摩根沒有在1799年尋求連任。出乎他的意料，共和黨在當年的選舉得利，並進而在1800年美國總統選舉獲勝。
退出政壇後，摩根開始低調生活，並在晚年歸信基督教長老宗。1802年7月6日摩根在溫徹斯特去世，並在原地安葬。